# Ritorno dalla morte - Frankenstein 2000
Ritorno dalla morte - Frankenstein 2000 è un film del 1992, diretto da David Hills. Segnò il ritorno all'horror da parte di Joe D'Amato, dopo diversi anni in cui si era dedicato principalmente a film erotici e pornografici.
Il film fu presentato al Fantafestival di Roma del 1993, ma non è mai uscito nelle sale cinematografiche italiane.
I costumi sono stati realizzati da Laura Gemser, la celebre "Emanuelle nera".

## Trama
Georgia è una ragazza che riesce a spostare gli oggetti con la forza del pensiero ed è ossessionata da un incubo ricorrente, in cui vede il figlioletto Stephen morire decapitato. La cittadina in cui vive è abitata da alcuni teppisti che tormentano gli abitanti: prima se la prendono con Rick, un ex pugile amico di Georgia, quindi aggrediscono la ragazza, tentando di violentarla. Rick accorre in suo aiuto e manda via i teppisti, che però alcuni giorni dopo ci riprovano e riescono a violentarla, quindi la colpiscono con un vaso di vetro mandandola in coma. Anche Stephen viene ferito e subisce un trauma cranico.
Rick viene subito sospettato della violenza e arrestato. In realtà la polizia sa che ad avere compiuto la violenza sono stati alcuni teppisti, ma per coprire uno di loro, Kurt, figlio di Fritz Hoffner, addossano tutta la colpa a Rick: questi viene condotto nella camera dove Georgia è in coma e il medico tenta un esperimento: mette in collegamento le menti dei due per scoprire la verità.
Poco dopo Rick viene ucciso in cella da alcuni poliziotti, che inscenano un suicidio. Georgia, grazie ai suoi poteri, lo riporta in vita e lo trasforma in un mostro che stermina a uno a uno i teppisti colpevoli della violenza. Rick però non si ferma dopo avere portato a termine i delitti e tenta di uccidere anche Stephen: a questo punto interviene Thomas, compagno di Georgia, che stacca i collegamenti delle macchine con Georgia, uccidendo inevitabilmente sia lei che Rick.

## Collegamenti ad altre pellicole
- Uno dei teppisti indossa la maschera di Freddy Krueger, l'antagonista della saga horror Nightmare.
- Nel film sono visibili i poster di alcuni celebri film: Arancia meccanica, Venerdì 13 - Capitolo finale e Nightmare 4 - Il non risveglio.
- Il film inoltre omaggia più volte Buio Omega, diretto da D'Amato nel 1979: l'ambientazione austriaca, un'autopsia dettagliata e l'attrice protagonista sono presenti infatti anche in questo film.
- Il mostro, oltre a citare chiaramente Frankenstein (romanzo e film), ricorda anche gli implacabili mostri di Antropophagus e Rosso sangue, diretti da D'Amato nel 1980 e nel 1981.